# Онисифор (Боровик)
Архиепи́скоп Онисифо́р (в миру Они́сим Борови́к; 1769 — 20 апреля (2 мая) 1828) — епископ Русской православной церкви, епископ Екатеринославский, Таврический и Херсонский (1827—1828), епископ Вологодский и Устюжский (1814—1827).

## Биография
Родился в 1769 году в Могилёвской губернии в семье духовного сословия.
Окончил Могилёвскую духовную семинарию; в 1788 году рукоположен во священника.
В 1789 году поступил в армейское духовенство. В 1792—1813 годах участвовал в походах и сражениях действующей армии.
В 1796 году возведён в сан протоиерея; с 1800 года — благочинный; с 23 октября 1807 года — старший благочинный Дунайской армии (благочинный военного духовенства).
Протоиерей Онисим Боровик вынес тяжёлый, редкий подвиг на своих плечах, прослужив 24 года полковым священником, почти непрерывно находясь в походах. С 1808 года протоиерей Онисим руководил полковыми священниками Дунайской армии. За военные подвиги во время военных кампаний с французами 1807—1815 годов протоиерей Апшеронского полка Онисим был награждён золотым наперсным крестом из кабинета Его Величества. Во время Отечественной войны 1812 года или вскоре после неё он был награждён орденом святой Анны II степени и ему было назначено годовое жалованье в 600 рублей. «Для исправления последнего долга тяжело раненых при всех сражениях находился безотлучно» — так гласила полковая аттестация о его работе. В 1813 году он — последний духовник, присутствовавший при кончине полководца М. И. Кутузова.
Пострижен в монашество митрополитом Московским Филаретом (Дроздовым) в Благовещенской церкви Александро-Невской лавры. Представлен кандидатом на первую архиерейскую вакансию и 22 февраля 1814 года рукоположен в Казанском соборе во епископа Вологодского и Устюжского.
По отзывам современников, хорошо знавших епископа, он был необыкновенно духовной, высокоблагочестивой и строго подвижнической жизни, отличался добротою, доступностью и благотворительностью. Его доброе, отзывчивое сердце всегда искало средств, чтобы помочь нуждавшимся. Он прибегнул даже к тому, что сдал пожалованные ему награды и полученные за них деньги положил в банк, с тем чтобы проценты с этих денег шли (в назначенных им количествах) для раненых, для вдов и сирот, на тюрьмы и другие благотворительные цели.
28 ноября 1827 года перемещен на Екатеринославскую кафедру, 24 декабря 1827 года возведен в сан архиепископа. В последнее время своего служения он болел водянкой и во время богослужений был не в состоянии поднять ногу, чтобы вступить на амвон, и входил на него только при помощи других.
Владыка предвидел день своей кончины, — одному из своих знакомых он сказал, что принимает лекарство до пятницы, а там оно будет не нужно, и действительно, скончался он в пятницу. Погребён в Самарском Пустынно-Николаевском монастыре.